# Manifestations de 2023 au Salvador
 (mai 2023).
 (mai 2023).
La mise en forme du texte ne suit pas les recommandations de Wikipédia : il faut le « wikifier ».
Les points d'amélioration suivants sont les cas les plus fréquents. Le détail des points à revoir est peut-être précisé sur la page de discussion.
- Les titres sont pré-formatés par le logiciel. Ils ne sont ni en capitales, ni en gras.
- Le texte ne doit pas être écrit en capitales (les noms de famille non plus), ni en gras, ni en italique, ni en « petit »…
- Le gras n'est utilisé que pour surligner le titre de l'article dans l'introduction, une seule fois.
- L'italique est rarement utilisé : mots en langue étrangère, titres d'œuvres, noms de bateaux, etc.
- Les citations ne sont pas en italique mais en corps de texte normal. Elles sont entourées par des guillemets français : « et ».
- Les listes à puces sont à éviter, des paragraphes rédigés étant largement préférés. Les tableaux sont à réserver à la présentation de données structurées (résultats, etc.).
- Les appels de note de bas de page (petits chiffres en exposant, introduits par l'outil «  Source ») sont à placer entre la fin de phrase et le point final[comme ça].
- Les liens internes (vers d'autres articles de Wikipédia) sont à choisir avec parcimonie. Créez des liens vers des articles approfondissant le sujet. Les termes génériques sans rapport avec le sujet sont à éviter, ainsi que les répétitions de liens vers un même terme.
- Les liens externes sont à placer uniquement dans une section « Liens externes », à la fin de l'article. Ces liens sont à choisir avec parcimonie suivant les règles définies. Si un lien sert de source à l'article, son insertion dans le texte est à faire par les notes de bas de page.
- La présentation des références doit suivre les conventions bibliographiques. Il est recommandé d'utiliser les modèles {{Ouvrage}}, {{Chapitre}}, {{Article}}, {{Lien web}} et/ou {{Bibliographie}}. Le mode d'édition visuel peut mettre en forme automatiquement les références.
- Insérer une infobox (cadre d'informations à droite) n'est pas obligatoire pour parachever la mise en page.

Pour une aide détaillée, merci de consulter Aide:Wikification.
Si vous pensez que ces points ont été résolus, vous pouvez retirer ce bandeau et améliorer la mise en forme d'un autre article.
Les manifestations de 2023 au Salvador sont survenues le 1er mai 2023 à San Salvador, au Salvador. Les manifestants ont marché du parc Cuscatlán à la place Gerardo Barrios (en) pour protester contre la répression des gangs de 2022-2023 et la campagne de réélection du président Nayib Bukele. Ils ont également exigé une augmentation du salaire minimum et que le gouvernement respecte les droits des syndicats et respecte la constitution.

## Organisation
À la mi-avril 2023, sept organisations de gauche salvadoriennes ont annoncé qu'elles organiseraient une marche de protestation à San Salvador le 1er mai 2023 en commémoration de la Journée internationale des travailleurs. Les organisateurs de la manifestation ont déclaré qu'ils protestaient contre la répression des gangs dans le pays, qui avait jusqu'alors conduit à l'arrestation de plus de 67 000 personnes, et contre la campagne de réélection du président Nayib Bukele (la réélection est interdite par la constitution du Salvador).
Le 20 avril 2023, Rodrigo Cerritos, membre du conseil national du Front Farabundo Martí de libération nationale (FMLN), a confirmé que le FMLN participerait à la manifestation du 1er mai 2023 et a demandé à la Police nationale civile (en) (PNC) de ne pas bloquer ou empêcher la manifestation.

## Manifestation
La manifestation s'est rassemblée à 8 h 0 du matin au parc Cuscatlán. Les manifestants ont défilé pendant trois heures jusqu'à la place Gerardo Barrios. Au cours de la marche, les manifestants ont exigé une augmentation du salaire minimum de 365 $ US à 500 $ US, le respect des libertés syndicales, le respect de la constitution et se sont opposés à la capture d'innocents dans la répression des gangs et à la réélection présidentielle. Au total, 34 organisations et les partis politiques FMLN et Nuestro Tiempo ont participé à la manifestation,,,.
Les manifestants ont rencontré Rolando Castro, le ministre du Travail qui était présent au nom de Bukele, à la fin de la marche.